# جلبة قوى عظمى تستوجب مسؤولية عظمى

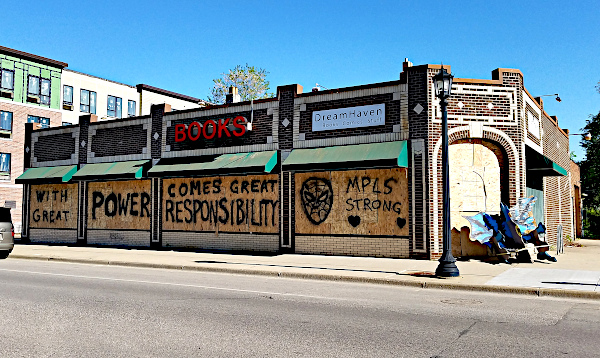
DreamHaven

جلبة قوى عظمى تستوجب مسؤولية عظمى (بالإنجليزية: With great power comes great responsibility)‏ هي عبارة ذات صيت وتعرف أيضاً بمبدأ بيتر باركر (بالإنجليزية: Peter Parker principle)‏ ، شُهرت في مجلات سبايدر مان الهزلية، ظهرت للمرة الأولى في Amazing Fantasy #15 لكاتبها ستان لي. غالباً ما تستخدم هذه العبارة في السياسة والأنظمة الملكية وأجهزة تطبيق القانون. وعادةً ما يستخدمها الصحفيون والكُتاب، وأيضاً تستخدم في الثقافات الجماهيرية كوسائل التواصل و ميم الإنترنت.